# Bruce Cohen
Bruce Cohen, född 23 september 1961, är en amerikansk filmproducent. Cohen och hans produktionspartner, Dan Jinks, driven företaget "The Jinks/Cohen Company". Cohen och Jinks producerade American Beauty, vinnare av 1999 års Oscar för bästa film. Andra filmer som Cohen har producerat är bland andra The Forgotten, Big Fish, To Wong Foo, Thanks for Everything! Julie Newmar och senast Milk,  hans andra Oscarsnominering för bästa film. År 2009 bar Cohen en vit knop till Oscarsgalan som ett sätt att visa sitt stöd för samkönat äktenskap.
Cohen har sen maj 2005 varit bloggare för The Huffington Post.
Cohen gifte sig med sin partner sedan fem år, Gabriel Catone, 30 juni 2008 i en ceremoni hållen av Los Angeles borgmästare Antonio Villaraigosa i Los Angeles stadshus.